# Chai de Lardimalie
Le musée du chai de Lardimalie  est un musée privé français. Il est abrité dans un chai construit en 1902 sur la commune de Saint-Pierre-de-Chignac, à quinze kilomètres de Périgueux.
Il se situe  en Périgord blanc, au centre du département de la Dordogne, inclus dans la région Nouvelle-Aquitaine.
Ce musée de la vigne et du vin est consacré à l'activité viticole et vinicole périgourdine de la fin du XIXe siècle jusqu'en 1967, date de la dernière vendange.
Ouvert à la visite, le chai de Lardimalie est resté dans la même famille depuis cinq générations. Il est à l'heure actuelle la propriété de la famille Mullenheim. En 2021, l'office de tourisme du Grand Périgueux en prend la gestion.

## Architecture

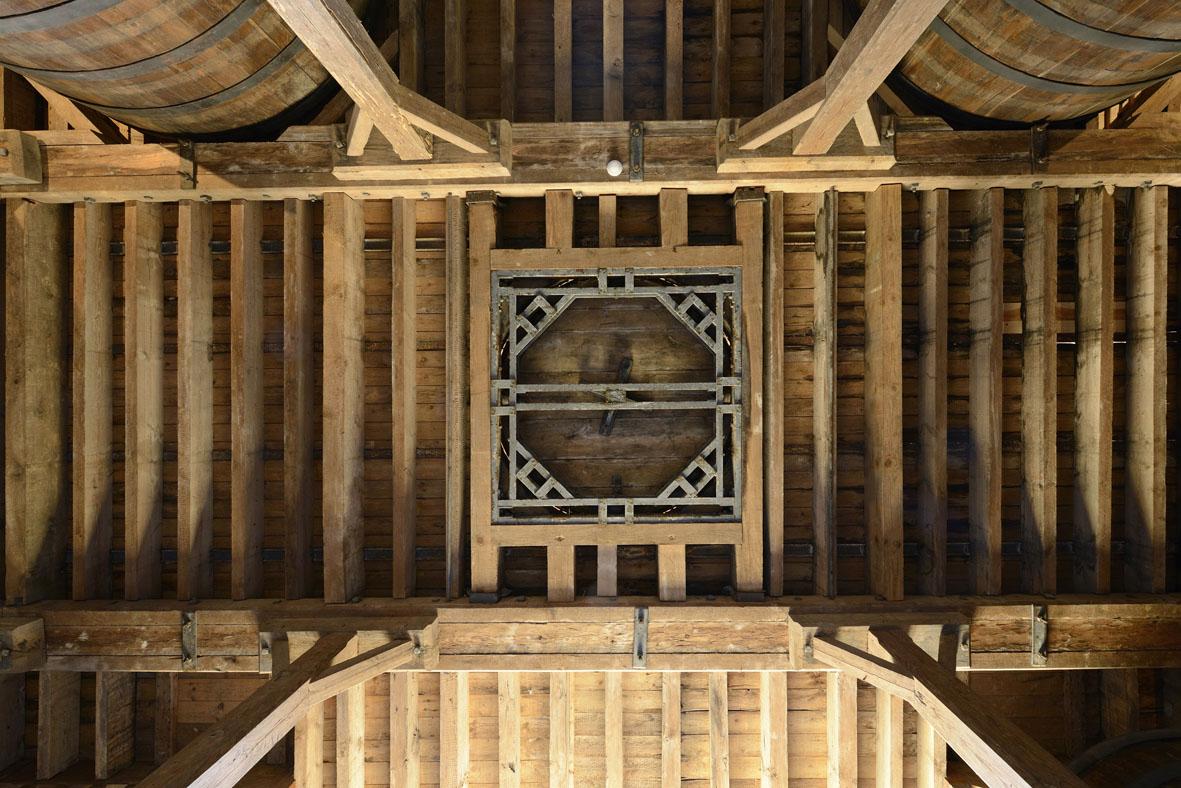

Construit en 1902 par Ernest Minvielle, architecte bordelais renommé, émule de Théodore Duphot, sur la demande de Jules Honoré Sécrestat, (1822-1905) industriel bordelais, le chai de Lardimalie a été édifié pour produire et conserver le vin.
Le style Minvielle a marqué plusieurs bâtiments vinicoles de châteaux médocains en particulier à Cantenac Brown. Ses vastes bâtiments harmonieux et fonctionnels érigés autour de cuviers centraux sur deux niveaux étaient considérés comme des chais modèles de 1870 jusqu'au début du XXe siècle.
Le chai de Lardimalie possède les caractéristiques du style Minvielle mais il est aussi le résultat de l'expérience professionnelle de J. H. Screstat. 
À l'intérieur, bon nombre d'éléments ont été installés pour simplifier le travail : l'eau courante, des rails, une plaque tournante, des chariots roulants. J.H. Sécrestat a sélectionné par ailleurs un  matériel innovant pour l'époque : étuveuse à vapeur, fouloir égrappoir, filtre à vin. Il a ainsi donné à l'édifice un agencement quasi industriel.
L'extérieur du bâtiment et son cuvier sur deux niveaux qui contient onze cuves en chêne d'origine ont été inscrits au titre des monuments historiques en 2010.

## Vie de Jules Honoré Sécrestat

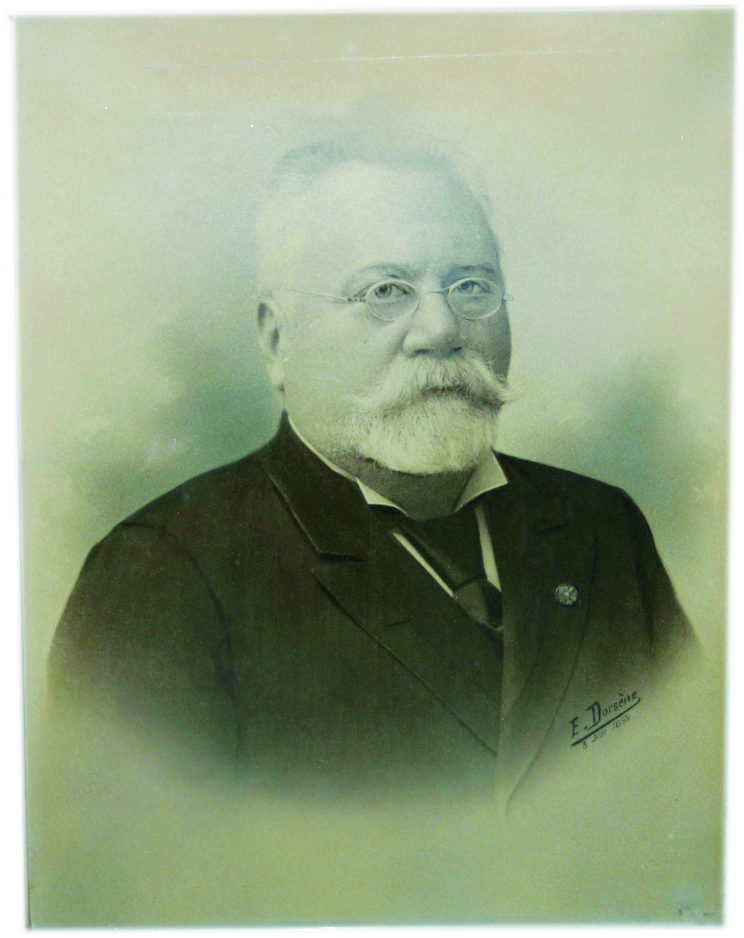
Jules Honoré Sécrestat.

Enfant du Périgord, né en 1822 à Montignac, Jules Honoré Sécrestat travaille d'abord comme apprenti à la distillerie Requier de Montignac, puis aux établissements Archambaud à Bordeaux, où il devient chef de laboratoire.
À l'époque où l'absinthe fait des ravages, il invente une boisson à base de racines de gentiane, le « Bitter Sécrestat », le premier apéritif à la gentiane, recommandé par le corps médical qui souhaite contrer la consommation d'absinthe.
En 1851, J.H. Sécrestat fonde sa propre entreprise rue Notre-Dame puis s'installe dans une vaste usine édifiée par Ernest Minvielle, cours du Médoc à Bordeaux, en 1878.

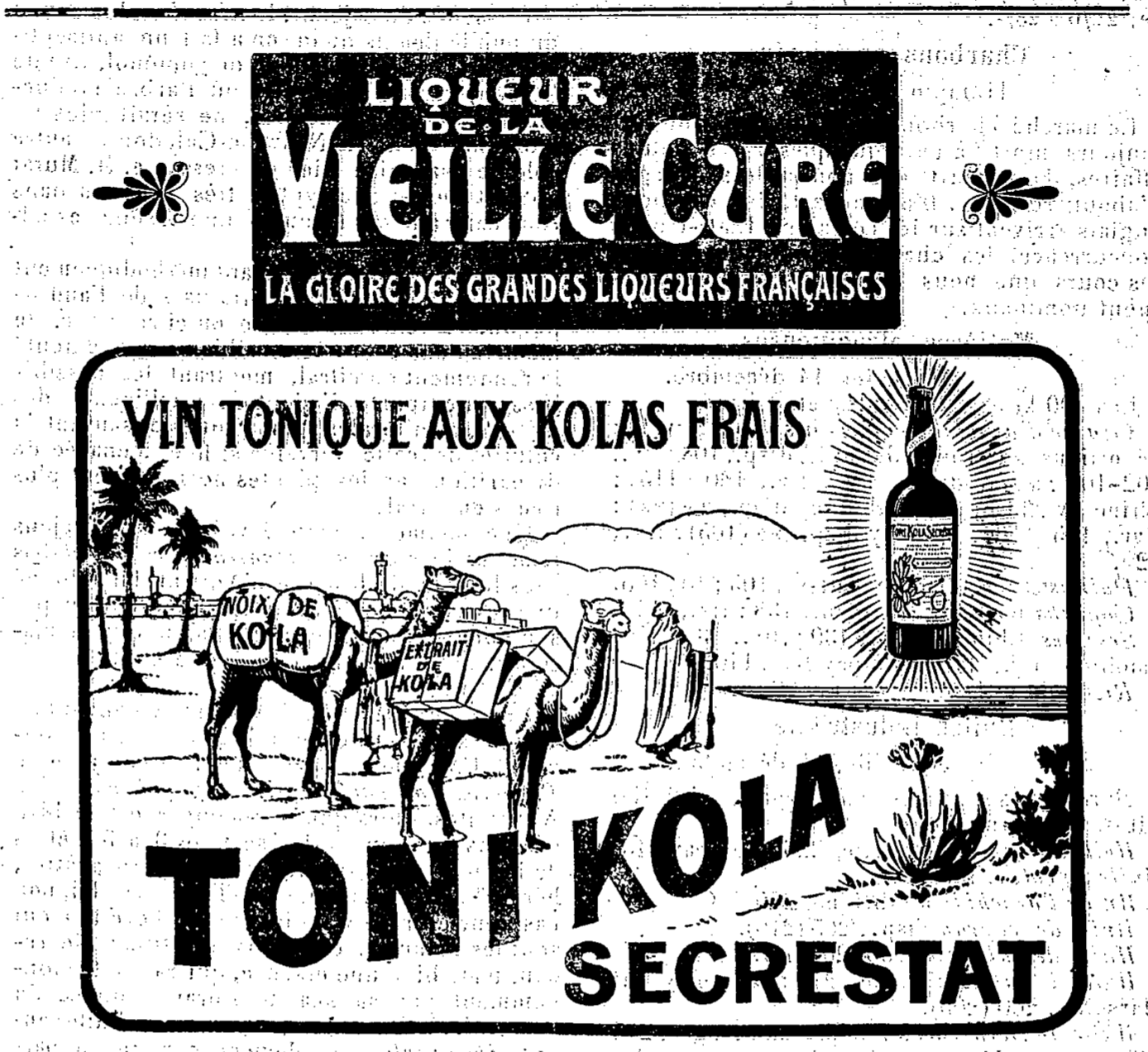
Publicité de Toni Kola en Indochine 1922.

Il crée de nombreuses boissons, en particulier le Toni Kola à base de noix de Kola.
En 1857, il revient en Périgord où il se marie.
Sur la commune de Saint-Pierre-de-Chignac, il achète en 1875, le château de Lardimalie et son domaine. Il rénove l'ensemble et décide de planter un vignoble de 36 hectares. Il choisit les cépages de merlot, malbec et cabernet sauvignon pour le vin rouge. Du sauvignon, du sémillon et de la muscadelle sont sélectionnés pour le vin blanc.
À 80 ans, il décide de faire construire deux chais : l'un pour le vin blanc et l'autre pour le vin rouge. Il s'adresse au meilleur architecte vinicole de son temps : Ernest Minvielle.
J.H. Sécrestat meurt en 1905, peu de temps après la construction des chais.

## Du chai au musée

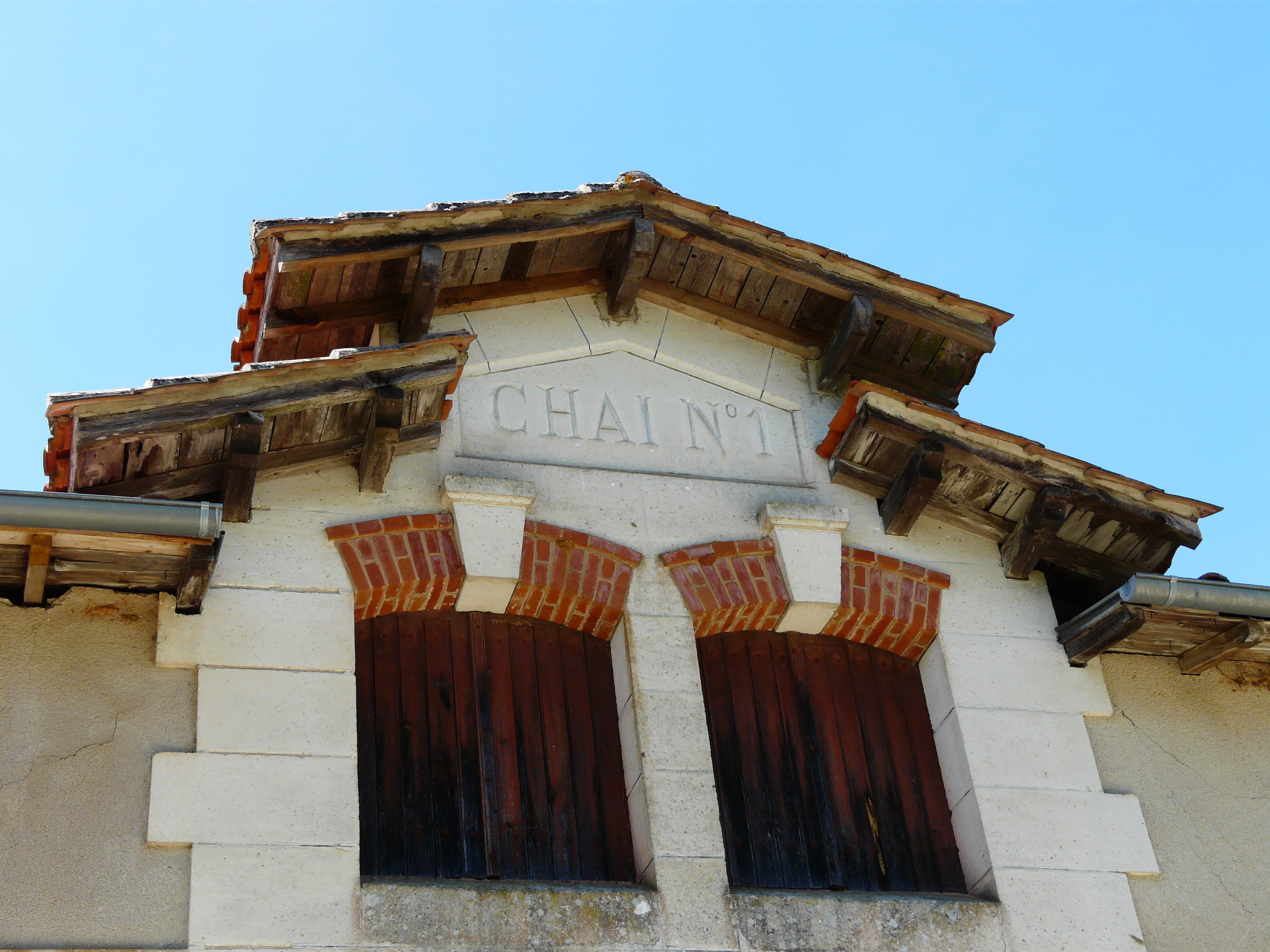
Lucarnes du chai no 1.

Après la disparition de J.H. Sécrestat, le chai reste dans sa famille passant d'une génération à l'autre.
Le rendement des vignes ne pouvant rivaliser avec les vignobles bergeracois ou bordelais, le chai ferma ses portes.
Après avoir transformé le chai en musée, les propriétaires actuels, Christian et Jacqueline de Mullenheim, l'ouvrent au public en juillet 2009.
Le bâtiment est inscrit au titre des monuments historiques en 2010.
Le musée a reçu le label tourisme et handicap pour les personnes atteintes d'un handicap moteur, auditif et mental en juillet 2012.
Depuis février 2015, il a rejoint les sites « Dordogne en famille ».
Début 2021, l'office de tourisme du Grand Périgueux en prend la gestion pour une réouverture prévue le 15 mai

## Thèmes du musée

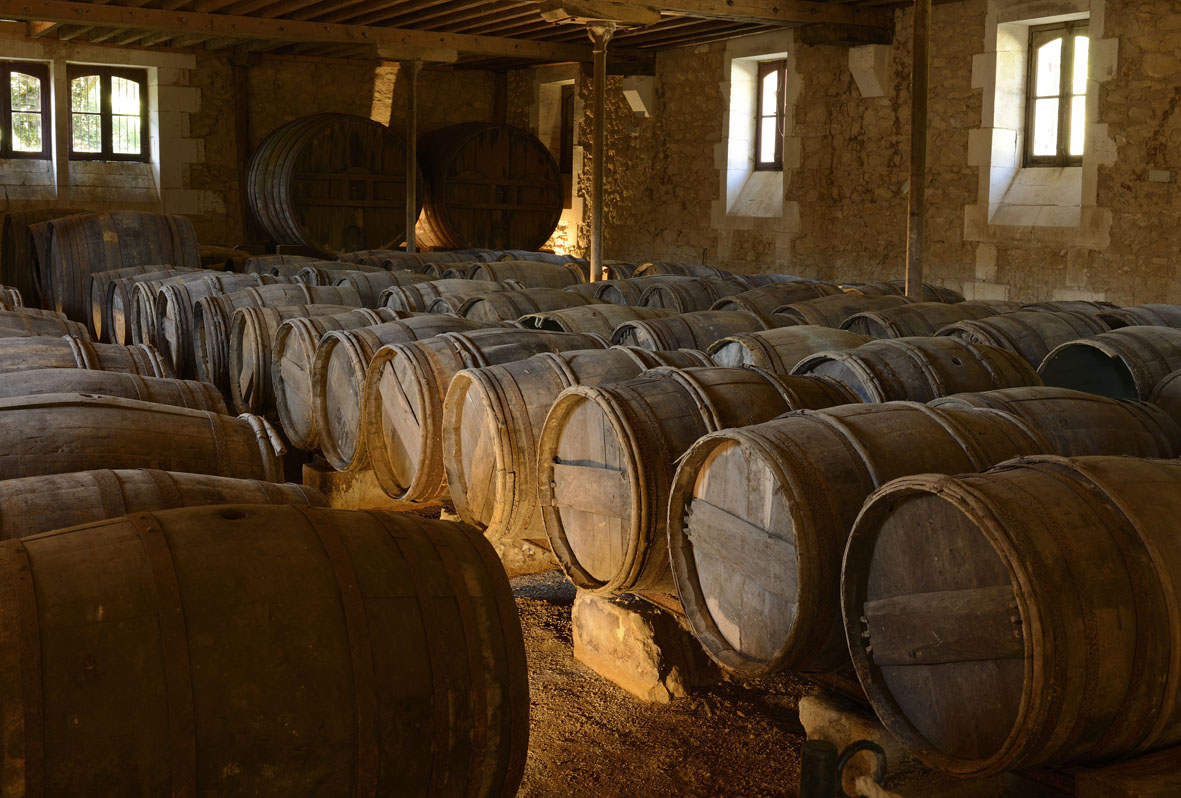

Le musée du chai de Lardimalie présente le matériel et les outils d'origine du chai. Cette collection s'est enrichie grâce à de nombreux dons et acquisitions qui permettent de bien comprendre le trajet du raisin, de la vigne au tonneau, ainsi que les diverses étapes de la vinification et du vieillissement du vin.
Le musée du chai de Lardimalie évoque également la vie rurale et citadine de la fin du XIXe siècle jusqu'à la première moitié du XXe siècle avec de nombreux documents, lettres, photographies et objets du quotidien. 
Enfin, il rappelle grâce à des supports variés l'essor de l'industrie et de la publicité au début du XXe siècle.

### Sources
- Archives familiales de Lardimalie.
- Plans de cadastre 1900 exposés au musée.
- Certificats médicaux des docteurs Barbier, Sidenham et Anselmier, extraits de la France médicale du 12 février 1859.
- Documentation exposée au musée.
- Archives municipales de Bordeaux (fonds Ernest Minvielle).
- Archives municipales de Périgueux.
- Archives municipales de Saint-Pierre-de-Chignac.